# Marshalltown (Iowa)
Marshalltown – miasto w Stanach Zjednoczonych, w stanie Iowa, siedziba hrabstwa Marshall. W 2000 liczyło 26 009 mieszkańców.